# Comuna de Sochocin
Sochocin (polaco: Gmina Sochocin) é uma gminy (comuna) na Polónia, na voivodia de Mazóvia e no condado de Płoński. A sede do condado é a cidade de Sochocin.
De acordo com os censos de 2004, a comuna tem 5766 habitantes, com uma densidade 48,2 hab/km².

## Área
Estende-se por uma área de 119,67 km², incluindo:
- área agrícola: 67%
- área florestal: 27%

## Demografia
Dados de 30 de Junho 2004:
|                      | Total   | Total | Mulheres | Mulheres | Homens  | Homens |
| -------------------- | ------- | ----- | -------- | -------- | ------- | ------ |
|                      | pessoas | %     | pessoas  | %        | pessoas | %      |
| População            | 5766    | 100   | 2901     | 50,3     | 2865    | 49,7   |
| Densidade (pop./km²) | 48,2    | 100   | 24,2     | 24,2     | 23,9    | 23,9   |

De acordo com dados de 2002, o rendimento médio per capita ascendia a 1207,09 zł.

## Subdivisões
- Baraki, Biele, Bolęcin, Budy Gutarzewskie, Ciemniewo, Drożdżyn, Gromadzyn, Gutarzewo, Idzikowice, Jędrzejewo, Kępa, Koliszewo, Kołoząb, Kondrajec, Kolonia Sochocin, Kuchary Królewskie, Kuchary Żydowskie, Milewo, Niewikla, Podsmardzewo, Rzy, Smardzewo, Sochocin, Ślepowrony, Wycinki, Wierzbówiec, Żelechy.

## Comunas vizinhas
- Baboszewo, Glinojeck, Joniec, Nowe Miasto, Ojrzeń, Płońsk, Sońsk